# Diocesi di Kaolack
La diocesi di Kaolack (in latino Dioecesis Kaolackensis) è una sede della Chiesa cattolica in Senegal suffraganea dell'arcidiocesi di Dakar. Nel 2021 contava 19.529 battezzati su 2.323.800 abitanti. È retta dal vescovo Martin Boucar Tine, S.S.S.

## Territorio
La diocesi comprende le regioni di Kaolack e Kaffrine in Senegal.
Sede vescovile è la città di Kaolack, dove si trova la cattedrale di San Teofilo.
Il territorio è suddiviso in 18 parrocchie.

## Storia
La prefettura apostolica di Kaolack fu eretta il 21 gennaio 1957 con la bolla Firmissima libertatis di papa Pio XII, ricavandone il territorio dall'arcidiocesi di Dakar e dalla diocesi di Ziguinchor.
Il 6 luglio 1965 la prefettura apostolica è stata elevata a diocesi con la bolla Christi Vicarii di papa Paolo VI.
Il 13 agosto 1970 ha ceduto una porzione del suo territorio a vantaggio dell'erezione della prefettura apostolica di Tambacounda (oggi diocesi).

## Cronotassi dei vescovi
Si omettono i periodi di sede vacante non superiori ai 2 anni o non storicamente accertati.
- Théophile Albert Cadoux, M.S.C. † (29 marzo 1957 - 1º luglio 1974 dimesso)
- Théodore-Adrien Sarr (1º luglio 1974 - 2 giugno 2000 nominato arcivescovo di Dakar)
- Benjamin Ndiaye (15 giugno 2001 - 22 dicembre 2014 nominato arcivescovo di Dakar)
  - Sede vacante (2014-2018)
- Martin Boucar Tine, S.S.S., dal 25 luglio 2018

## Statistiche
La diocesi nel 2021 su una popolazione di 2.323.800 persone contava 19.529 battezzati, corrispondenti allo 0,8% del totale.
| anno | popolazione | popolazione | popolazione | presbiteri | presbiteri | presbiteri | presbiteri                | diaconi | religiosi | religiosi | parrocchie |
| anno | battezzati  | totale      | %           | numero     | secolari   | regolari   | battezzati per presbitero | diaconi | uomini    | donne     | parrocchie |
| ---- | ----------- | ----------- | ----------- | ---------- | ---------- | ---------- | ------------------------- | ------- | --------- | --------- | ---------- |
| 1970 | 6.600       | 736.000     | 0,9         | 20         |            | 20         | 330                       |         | 27        | 48        | 1          |
| 1980 | 6.607       | 863.500     | 0,8         | 24         |            | 24         | 275                       |         | 37        | 44        | 1          |
| 1990 | 8.632       | 1.210.119   | 0,7         | 22         | 6          | 16         | 392                       |         | 31        | 59        | 14         |
| 1999 | 11.238      | 1.495.083   | 0,8         | 25         | 11         | 14         | 449                       |         | 30        | 57        | 1          |
| 2000 | 11.906      | 1.563.640   | 0,8         | 25         | 12         | 13         | 476                       |         | 31        | 63        | 1          |
| 2001 | 12.201      | 1.621.042   | 0,8         | 29         | 15         | 14         | 420                       |         | 26        | 68        | 1          |
| 2002 | 12.689      | 1.669.673   | 0,8         | 30         | 17         | 13         | 422                       |         | 29        | 70        | 1          |
| 2003 | 14.175      | 1.705.915   | 0,8         | 30         | 16         | 14         | 472                       |         | 29        | 67        | 15         |
| 2004 | 14.450      | 1.741.000   | 0,8         | 34         | 15         | 19         | 425                       |         | 44        | 69        | 15         |
| 2006 | 14.755      | 1.689.565   | 0,9         | 33         | 15         | 18         | 447                       |         | 36        | 68        | 15         |
| 2011 | 18.425      | 1.930.000   | 1,0         | 43         | 27         | 16         | 428                       |         | 39        | 62        | 17         |
| 2013 | 17.563      | 2.002.000   | 0,9         | 50         | 31         | 19         | 351                       |         | 35        | 65        | 17         |
| 2016 | 19.398      | 2.003.827   | 1,0         | 48         | 32         | 16         | 404                       |         | 24        | 62        | 18         |
| 2019 | 20.000      | 2.250.445   | 0,9         | 51         | 33         | 18         | 392                       |         | 26        | 65        | 18         |
| 2021 | 19.529      | 2.323.800   | 0,8         | 61         | 40         | 21         | 320                       |         | 33        | 68        | 18         |